# Лукаш, Марек
Марек Лукаш (чеш. Marek Lukáš; род. 16 июля 1991) — чешский легкоатлет, специалист по многоборьям. Выступает за сборную Чехии по лёгкой атлетике с 2011 года, многократный победитель и призёр первенств национального значения, участник ряда крупных международных стартов.

## Биография
Марек Лукаш родился 16 июля 1991 года.
Занимался лёгкой атлетикой в Праге в спортивном клубе «Олимп», проходил подготовку под руководством тренера Йозефа Караса. Окончил Карлов университет в Праге.
Дебютировал на международном уровне в сезоне 2011 года, когда выступил на домашнем турнире TNT – Fortuna Meeting в Хладно и с результатом в 7121 очко занял в десятиборье последнее 22-е место.
В 2013 году в составе чешской национальной сборной стартовал на молодёжном европейском первенстве в Тампере, стал в программе десятиборья восьмым.
В 2014 году занял 16-е место на чемпионате Европы в Цюрихе.
В 2015 году показал девятый результат в семиборье на домашнем чемпионате Европы в помещении в Праге. Позже на Кубке Европы по легкоатлетическим многоборьям в Обане закрыл десятку сильнейших личного зачёта и вместе со своими соотечественниками стал восьмым в общем командном зачёте.
В 2016 году занял 14-е место в десятиборье на чемпионате Европы в Амстердаме.
В 2017 году стартовал на крупном международном турнире Hypo-Meeting в Австрии, финишировал пятым на летней Универсиаде в Тайбэе.
На чемпионате Чехии 2018 года в Хладно был вторым позади Яна Долежала, показал 14-й результат на чемпионате Европы в Берлине.
В 2019 году взял бронзу в семиборье на зимнем чемпионате Чехии в Остраве и серебро в десятиборье на летнем чемпионате Чехии в Брно.